# Hemistola flavicosta
Hemistola flavicosta är en fjärilsart som beskrevs av Inoue 1982. Hemistola flavicosta ingår i släktet Hemistola och familjen mätare. Inga underarter finns listade i Catalogue of Life.